# Targitaos
Targitaos (altgriechisch Ταργιτάος Targitáos) war in der griechischen Mythologie ein Ahnherr der Skythen.
Nach Herodot, der allerdings Zweifel anmeldet, war er der Sohn des Zeus und einer Tochter des Flussgottes Borysthenes.
Er zeugte die drei Söhne Lipoxais, Arpoxais und als jüngsten Sohn Kolaxes. Gemeinsam herrschten die Söhne über das Land, bis verschiedene Gegenstände aus Gold vom Himmel fielen. Beim Versuch der beiden älteren Söhne, die Gegenstände aufzuheben, gingen diese in Flammen auf. Erst Kolaxes vermochte sie einzusammeln, woraufhin ihm die Herrschaft über die Skythen von seinen Geschwistern übertragen wurde.